# Anaspis lurida
Anaspis lurida là một loài bọ cánh cứng trong họ Scraptiidae. Loài này được Stephens miêu tả khoa học năm 1832.